# Krzysztof Kubica
Krzysztof Kubica (Żywiec, 25 maggio 2000) è un calciatore polacco, centrocampista del Nieciecza.

## Carriera

### Club
Cresciuto nel settore giovanile del Czarni-Góral Żywiec, nel 2017 viene promosso in prima squadra. Nel 2018 viene acquistato dal Górnik Zabrze, formazione militante nell'Ekstraklasa, dove però non riesce a giocare alcun incontro ufficiale. L'anno successivo passa in prestito al Chrobry Głogów, in seconda divisione, con cui esordisce il 23 ottobre 2019, in occasione dell'incontro di campionato vinto per 3-0 contro lo Zagłębie Sosnowiec. Rientrato alla base, il 13 settembre 2020 esordisce nella massima divisione polacca, disputando l'incontro vinto per 3-0 contro il Lechia Danzica.
Il 29 agosto 2022, viene acquistato a titolo definitivo dal Benevento, in Serie B. In tutto, colleziona 26 presenze e una rete in due stagioni con il club campano, la prima delle quali conclusasi con la retrocessione in Serie C.
Il 3 luglio 2024, viene ceduto in prestito con diritto di riscatto al Motor Lublino, neopromosso in Ekstraklasa.

### Nazionale
Ha giocato nelle nazionali giovanili polacche Under-19 ed Under-21.

## Statistiche

### Presenze e reti nei club
Statistiche aggiornate al 10 aprile 2024.
| Stagione             | Squadra              | Campionato           | Campionato | Campionato | Coppe nazionali | Coppe nazionali | Coppe nazionali | Coppe continentali | Coppe continentali | Coppe continentali | Altre coppe | Altre coppe | Altre coppe | Totale | Totale |
| Stagione             | Squadra              | Comp                 | Pres       | Reti       | Comp            | Pres            | Reti            | Comp               | Pres               | Reti               | Comp        | Pres        | Reti        | Pres   | Reti   |
| -------------------- | -------------------- | -------------------- | ---------- | ---------- | --------------- | --------------- | --------------- | ------------------ | ------------------ | ------------------ | ----------- | ----------- | ----------- | ------ | ------ |
| 2018-2019            | Górnik Zabrze        | EK                   | 0          | 0          | CP              | 0               | 0               | UEL                | 0                  | 0                  |             | -           | -           | 0      | 0      |
| 2019-2020            | Chrobry Głogów       | 1L                   | 18         | 2          | CP              | 0               | 0               |                    | -                  | -                  |             | -           | -           | 18     | 2      |
| 2020-2021            | Górnik Zabrze        | EK                   | 22         | 0          | CP              | 1               | 0               |                    | -                  | -                  |             | -           | -           | 23     | 0      |
| 2021-2022            | Górnik Zabrze        | EK                   | 30         | 9          | CP              | 4               | 0               |                    | -                  | -                  |             | -           | -           | 34     | 9      |
| ago. 2022            | Górnik Zabrze        | EK                   | 4          | 0          | CP              | -               | -               |                    | -                  | -                  |             | -           | -           | 4      | 0      |
| Totale Górnik Zabrze | Totale Górnik Zabrze | Totale Górnik Zabrze | 56         | 9          |                 | 5               | 0               |                    | 0                  | 0                  |             | -           | -           | 61     | 9      |
| 2022-2023            | Benevento            | B                    | 14         | 0          | CI              | -               | -               |                    | -                  | -                  |             | -           | -           | 14     | 0      |
| 2023-2024            | Benevento            | C                    | 11         | 1          | CI-C            | 1               | 0               | -                  | -                  | -                  | -           | -           | -           | 12     | 1      |
| Totale Benevento     | Totale Benevento     | Totale Benevento     | 25         | 1          |                 | 1               | 0               |                    | 0                  | 0                  |             | -           | -           | 26     | 1      |
| Totale carriera      | Totale carriera      | Totale carriera      | 99         | 12         |                 | 6               | 0               |                    | 0                  | 0                  |             | -           | -           | 105    | 12     |